# La Rinconada de la Sierra
La Rinconada de la Sierra es un municipio y localidad española de la provincia de Salamanca, en la comunidad autónoma de Castilla y León. Se integra dentro de la comarca de la Sierra de Francia, la subcomarca de Las Quilamas y la microcomarca de La Calería.
Su término municipal está formado por las localidades de La Rinconada y Ventas de Garriel, ocupa una superficie total de 13,06 km² y según los datos demográficos recogidos en el padrón municipal elaborado por el INE en el año 2017, cuenta con una población de 119 habitantes.

## Geografía
| Noroeste: Tamames              | Norte: Tejeda y Segoyuela | Noreste: Escurial de la Sierra |
| Oeste: Aldeanueva de la Sierra |                           | Este: Linares de Riofrío       |
| Suroeste: La Bastida           | Sur: Garcibuey            | Sureste: Valero                |

## Historia

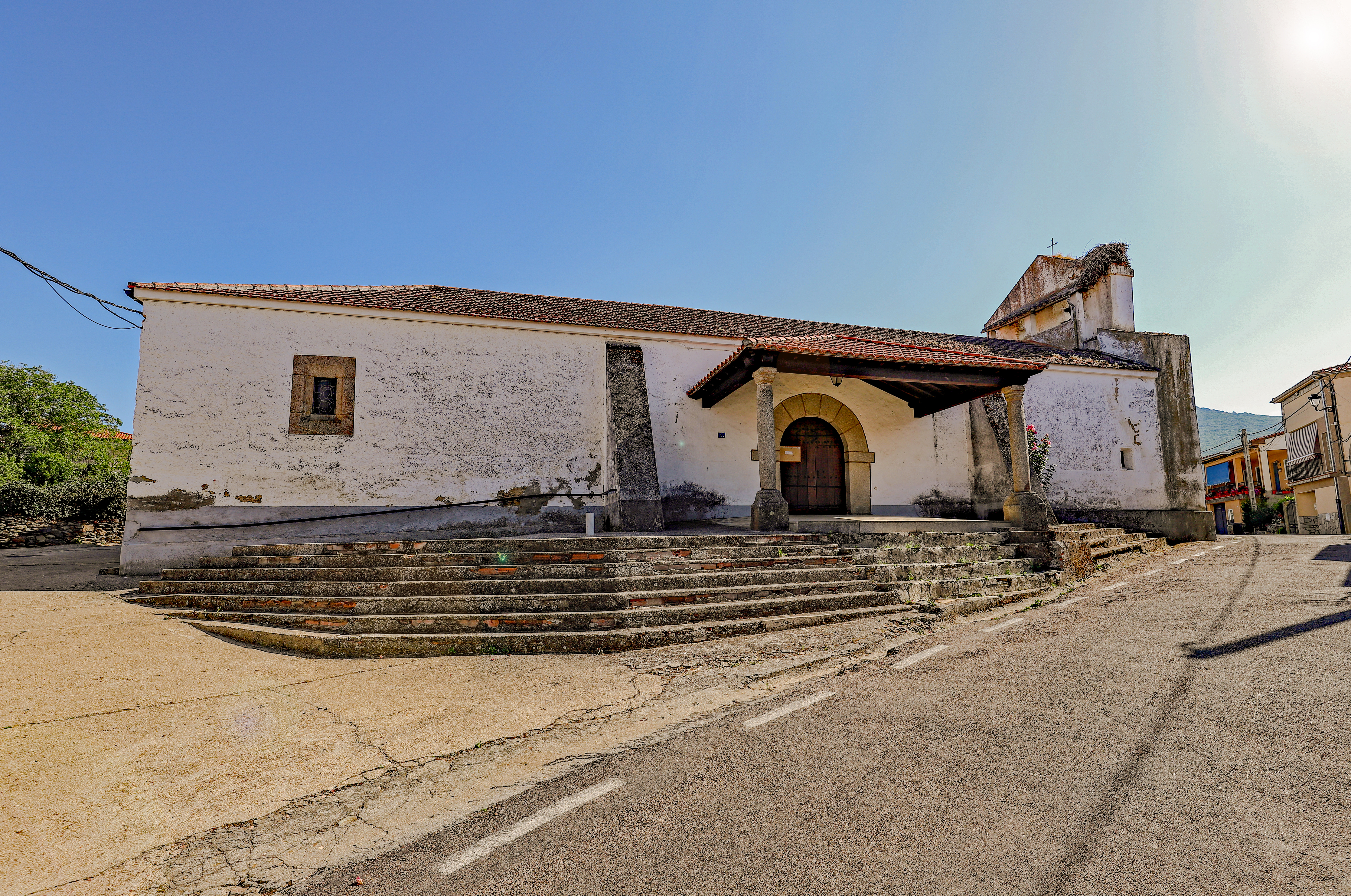
Iglesia parroquial.

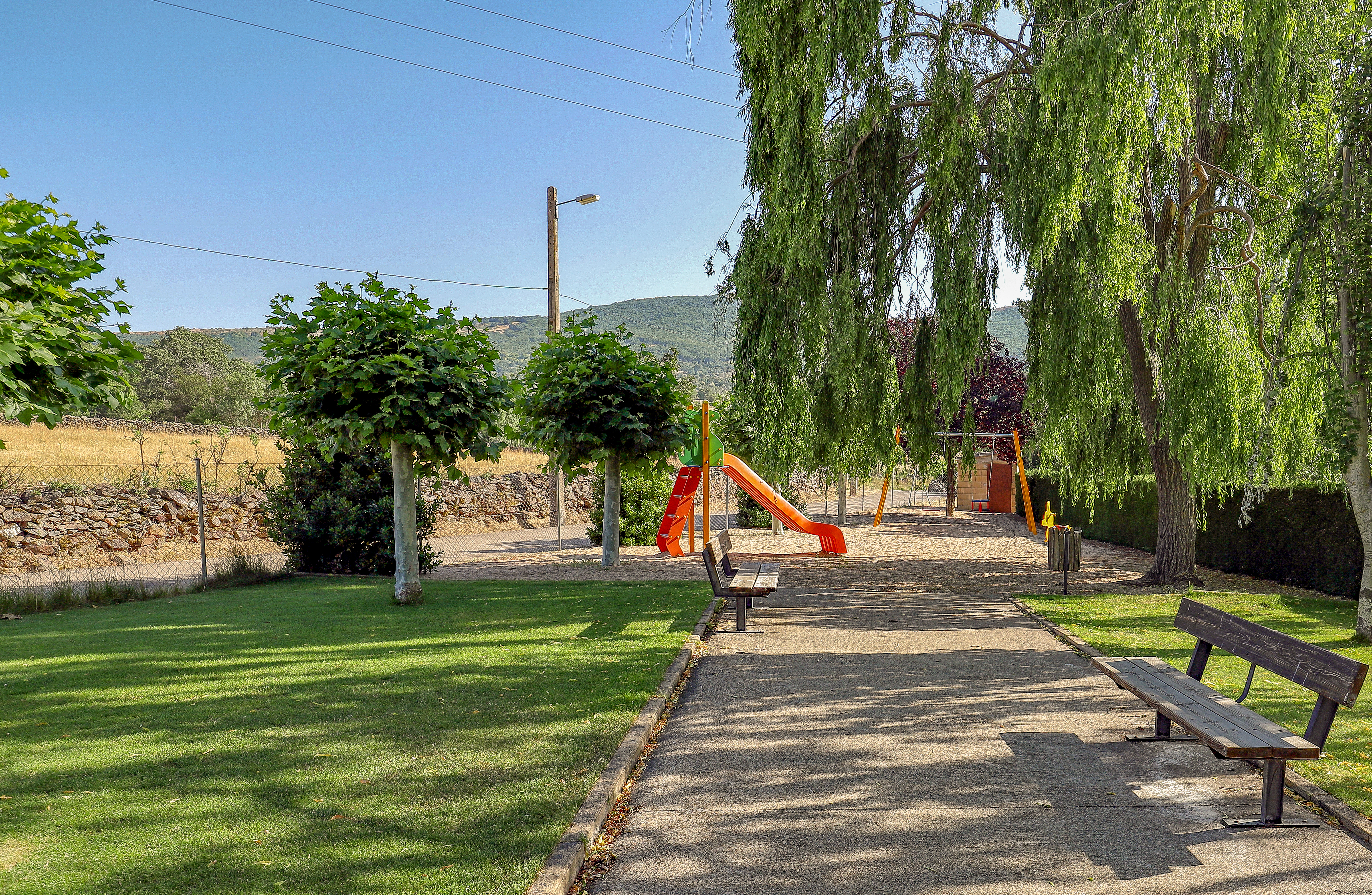
Parque.

La fundación de La Rinconada se encuadra dentro del proceso de repoblación llevado a cabo en la zona por los reyes leoneses en la Edad Media, pasando La Rinconada a formar parte del arciprestazgo de la Valdobla de la jurisdicción de Salamanca, dentro del Reino de León. Con la creación de las actuales provincias en 1833, La Rinconada de la Sierra fue incluida en la provincia de Salamanca, dentro de la Región Leonesa.

## Demografía
La Rinconada de la Sierra cuenta con una población de 100 habitantes (INE 2024).
| Gráfica de evolución demográfica de La Rinconada de la Sierra entre 1842 y 2021 |
| |
| Población de derecho según los censos de población del INE Población de hecho según los censos de población del INEEn estos censos se denominaba Rinconada: 1842 y 1857 En estos censos se denominaba La Rinconada: 1860, 1877, 1887, 1897, 1900 y 1910 |

Según el Instituto Nacional de Estadística, La Rinconada de la Sierra tenía, a 31 de diciembre de 2018, una población total de 117 habitantes, de los cuales 66 eran hombres y 51 mujeres. Respecto al año 2000, el censo refleja 182 habitantes, de los cuales 95 eran hombres y 87 mujeres. Por lo tanto, la pérdida de población en el municipio para el periodo 2000-2018 ha sido de 65 habitantes, un 36 % de descenso.
El municipio se divide en dos núcleos de población. De los 117 habitantes que poseía el municipio en 2018, la mayoría residía en La Rinconada de la Sierra, que contaba con 105 habitantes, de los cuales 61 eran hombres y 44 mujeres. En Ventas de Garriel se censaban 12 habitantes, de los cuales 5 eran hombres y 7 mujeres.

## Cultura
- Fiesta de Santiago Apóstol: 25 de julio. Es la fiesta principal del pueblo en la que destaca la comida de la mayor parte de las personas del pueblo.

- Fiesta de Las Candelas: 2 de febrero. Es la segunda fiesta de La Rinconada de la Sierra y destaca por la presentación del ramo en la iglesia.

## Administración y política
| Partido político                         | 2019  | 2019  | 2019       | 2015  | 2015  | 2015       | 2011  | 2011  | 2011       | 2007  | 2007  | 2007       | 2003  | 2003  | 2003       |
| Partido político                         | %     | Votos | Concejales | %     | Votos | Concejales | %     | Votos | Concejales | %     | Votos | Concejales | %     | Votos | Concejales |
| Partido Popular (PP)                     | 54,12 | 46    | 4          | 62,16 | 46    | 4          | 76,83 | 63    | 4          | 60,50 | 72    | 4          | 51,28 | 60    | 3          |
| Ciudadanos (CS)                          | 37,65 | 32    | 1          | —     | —     | —          | —     | —     | —          | —     | —     | —          | —     | —     | —          |
| Partido Socialista Obrero Español (PSOE) | 7,06  | 6     | 0          | 25,68 | 19    | 1          | 25,61 | 21    | 1          | 36,13 | 43    | 1          | 43,59 | 51    | 2          |

El alcalde de La Rinconada de la Sierra no recibe ningún tipo de prestación económica por su trabajo al frente del Ayuntamiento (2017).